# Cultura caipira
La cultura caipira se refiere a las características tradicionales de São Paulo y de localidades inicialmente influenciadas por la actividad de exploración paulista, consideradas parte integrante de una región cultural denominada Paulistania, que abarca estados brasileños como Paraná, Goiás, Minas Gerais, Mato Grosso y Mato Grosso del Sur, siendo estos los principales lugares donde se asentaron los valores del pueblo caipira. Los historiadores la ven como la continuación de la cultura de los bandeirantes, quienes luego se alejaron de sus antiguas tareas, relacionadas con exploraciones auríferas, expansionistas y esclavistas.